# Liste der Kreisstraßen im Wartburgkreis
Die Liste der Kreisstraßen im Wartburgkreis ist eine Liste der Kreisstraßen im thüringischen Wartburgkreis.

## Erläuterungen
- K: Kreisstraße
- L: Landesstraße

## Nummernvergabe
Ab der K 1
Die Kreisstraßen des früheren Landkreises Eisenach, welcher heute den nördlichen Wartburgkreis umfasst, waren von 1 bis 19 fortlaufend nummeriert.
Ab der K 87
Die Kreisstraßen des früheren Landkreises Bad Salzungen, welcher heute den südlichen Wartburgkreis umfasst, waren gemeinsam mit den Kreisstraßen des heutigen Landkreises Schmalkalden-Meiningen fortlaufend ab 87 nummeriert. Dementsprechend sind nicht alle Nummern im Wartburgkreis durchgehend belegt. Die Bezeichnungen K 99 und K 100 wurden mehrfach an kürzere Ortsanbindungen vergeben, ohne dass es sich um (ehemals) durchgängige Kreisstraßen handelt. Sie sind dementsprechend mehrfach in der Liste eingetragen.
Ab der K 500
Die Kreisstraßen ab der Nummer 501 sind Straßen, die nach 1996 durch Umstufung den Status als Kreisstraße erhalten haben. Dabei handelt es sich sowohl um ehemalige Bundes- und Landesstraßen, als auch um frühere Ortszufahrten. Die Nummern wurden nicht fortlaufend vergeben, so dass einzelne Zahlen nicht belegt sind.

## Liste
Straßen und Straßenabschnitte, die unabhängig vom Grund (Herabstufung zu einer Gemeindestraße oder Höherstufung) keine Kreisstraßen mehr sind, werden kursiv dargestellt. Der Straßenverlauf wird in der Regel von Nord nach Süd und von West nach Ost angegeben.

### Ältere Kreisstraßen im Teilkreis Eisenach
| Nr.   | Verlauf |
| ----- | --- |
| K 1a  | L 2120 – Burla – Kreisgrenze – (K 11 im Landkreis Gotha)                                                          |
| K 1a  | Hütscheroda – |
| K 2a  | Bolleroda – Hötzelsroda – L 1021 – K 2a – Dürrerhof – (jetzt L 1021)                                              |
| K 2a  | L 1016 bei Stregda (jetzt L 1021) – L 1021 bei Hötzelsroda – Gewerbegebiet Großenlupnitz – /                      |
| K 3a  | – Krauthausen – Madelungen – Stregda – L 1016                                                                     |
| K 3a  | L 2117 in Dankmarshausen – Landesgrenze – (K 3 im Landkreis Hersfeld-Rotenburg, Hessen)                           |
| K 4a  | Madelungen – Ütteroda – L 1016                                                                                    |
| K 5a  | L 2108 in Falken – Probsteizella – Frankenroda – Ebenshausen – L 1016                                             |
| K 6a  | Scherbda – in Creuzburg                                                                                           |
| K 6a  | (K 6 im Landkreis Hersfeld-Rotenburg, Hessen) – Landesgrenze – L 2604 in Unterbreizbach                           |
| K 7a  | L 3007 in Sättelstädt – Sondra – Kreisgrenze – (K 11 im Landkreis Gotha)                                          |
| K 8a  | L 1022 in Gospenroda – Abteroda – Vitzeroda – K 106 (jetzt K 106)                                                 |
| K 9a  | in Marksuhl – Meileshof – Burkhardtroda – Ettenhausen an der Suhl – L 1023 – Kupfersuhl – L 2115 – in Etterwinden |
| K 10a | L 2115 in Wolfsburg-Unkeroda – K 11 – in Wilhelmsthal (jetzt L 3020)                                              |
| K 11a | L 2115 in Eckardtshausen – L 3020                                                                                 |
| K 12a | in Wutha – Mosbach                                                                                                |
| K 13a | L 2119 in Thal – in Seebach                                                                                       |
| K 14a | – Kittelsthal |
| K 15a | Clausberg – |
| K 16a | Pferdsdorf – L 1017                                                                                               |
| K 17a | (L 3251 in Hessen) – Landesgrenze – Wartha – K 505                                                                |
| K 18a | (K 62 im Landkreis Hersfeld-Rotenburg, Hessen) – Landesgrenze – L 2117 in Großensee                               |
| K 19a | Spichra – L 1017                                                                                                  |

### Ältere Kreisstraßen im Teilkreis Bad Salzungen
| Nr.      | Verlauf |
| -------- | --- |
| K 87a    | in Immelborn – Kreisgrenze – (K 87 im Landkreis Schmalkalden-Meiningen) |
| K 88a    | L 1027 – Meimers |
| K 89a    | L 1027 – Steinbach |
| K 90a    | in Urnshausen – Bernshausen |
| K 91a    | in Diedorf – Kreisgrenze – (K 91 im Landkreis Schmalkalden-Meiningen) |
| K 92a    | – Mebritz – L 1026 |
| K 92a    | L 1026 – Lindenau |
| K 92b    | – Glattbach |
| K 93a    | (K 162 im Landkreis Fulda, Hessen) – Landesgrenze – L 2603 in Wiesenfeld – … – in Schleid – Kranlucken – Zitters – K 99V – Kreisgrenze – (K 93 im Landkreis Schmalkalden-Meiningen) |
| K 93a    | Steinberg – K 93c in Brunnhartshausen – … – Zella/Rhön – |
| K 93b    | L 2603 in Geisa – L 2603n – in Schleid (jetzt L 2603 bis zur damaligen L 2603n) |
| K 93c    | Föhlritz – Brunnhartshausen – L 93a – L 1122 |
| K 94a    | (K 31 im Landkreis Fulda, Hessen) – Landesgrenze – Apfelbach – L 95 – Ketten – Walkes                                                                                               |
| K 94a    | L 2603 – Reinhards |
| K 94b    | in Motzlar – K 94 in Apfelbach |
| K 95a    | L 2603 in Spahl – L 94 – Ketten – Landesgrenze – (K 128 im Landkreis Fulda, Hessen)                                                                                                 |
| K 96a    | in Bad Salzungen – Wildprechtroda – Untersorghof – Obersorghof – Kaltenborn |
| K 96a    | Hohleborn – in Langenfeld |
| K 97a    | L 1120 in Tiefenort – Unterrohn – K 98 – L 2895 |
| K 97a    | Weißendiez – L 1120 in Tiefenort |
| K 98a    | L 1023 in Möhra – Oberrohn – K 98a – K 97 in Unterrohn |
| K 98a    | Hüttenhof – K 98 in Oberrohn |
| K 99III  | Völkershausen – L 2601 – Martinroda |
| K 99III  | Wölferbütt – K 102 in Mariengart |
| K 99III  | Otzbach – L 1026 |
| K 99IV   | L 1026 – Geblar |
| K 99VI   | K 93 – Gerstengrund |
| K 99VI   | L 1026 – Lenders |
| K 100III | K 102 in Bermbach – Borbels – L 1026 |
| K 100III | Mühlwärts – |
| K 102a   | in Buttlar – Bermbach – K 100 – Mieswarz – Masbach – Mariengart – K 99II – L 2601 – L 2602 in Gehaus                                                                                |
| K 102a   | (K 31 im Landkreis Fulda, Hessen) – Landesgrenze – Wenigentaft – in Buttlar |
| K 103a   | – Hüttenroda – Mosa – Deicheroda |
| K 104a   | L 2604 in Räsa – Pferdsdorf |
| K 106a   | L 1022 in Gospenroda – Abteroda – Springen – L 1022 – Frauensee – K 106a – in Schergeshof                                                                                           |
| K 106a   | Möllersgrund – K 106 |

### Neuere Kreisstraßen
| Nr.   | Verlauf |
| ----- | --- |
| K 500 | Wolfmannsgehau – |
| K 501 | Borsch – |
| K 502 | Oberzella – / (vorher B 84 bis zum Abzweig Eisenacher Straße und L 2700)                                                     |
| K 503 | in Behringen – Wolfsbehringen (vorher L 2120)                                                                                |
| K 504 | Unterer Kirstingshof – (vorher B 84)                                                                                         |
| K 505 | L 1021 in Neustädt – Sallmannshausen – K 509 – Lauchröden – Göringen – Wartha – Neuenhof – Hörschel – L 1021 (vorher L 1021) |
| K 506 | (K 506 im Landkreis Schmalkalden-Meiningen) – Kreisgrenze – Empfertshausen – L 1122 (vorher L 1122)                          |
| K 507 | L 1023 – Waldfisch (vorher L 1023)                                                                                           |
| K 508 | L 1016 – Neukirchen – Berteroda – L 2013 in Berka vor dem Hainich (vorher L 2114)                                            |
| K 509 | K 505 in Lauchröden – Unterellen – L 1020 in Oberellen (vorher L 2115)                                                       |
| K 510 | Buchenau – L 1017 |
| K 512 | Bolleroda – Beuernfeld – / (vorher L 2113)                                                                                   |
| K 514 | in Reichenbach – Tüngeda – Kreisgrenze – (K 7 im Landkreis Gotha) (vorher L 2122)                                            |
| K 515 | (K 515 im Unstrut-Hainich-Kreis) – Kreisgrenze – Craula – in Reichenbach (vorher L 2122)                                     |